# Beffa della Dreadnought

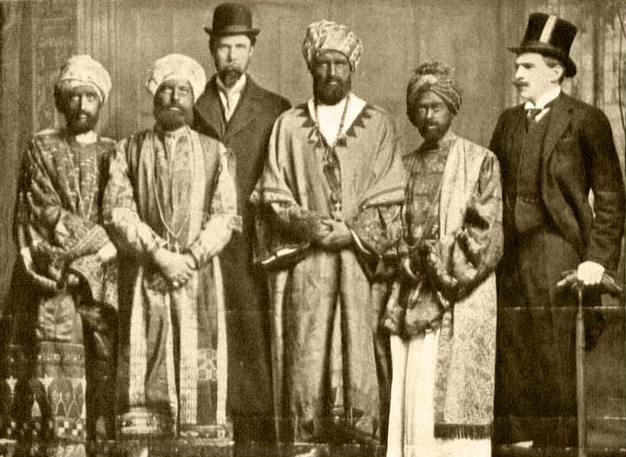
I partecipanti alla burla: la prima a sinistra è Virginia Woolf; l'ultimo a destra è Horace de Vere Cole

La beffa della Dreadnought (in inglese: Dreadnought hoax) è stato uno scherzo organizzato nel 1910 dal poeta irlandese Horace de Vere Cole sulla corazzata HMS Dreadnought, ammiraglia della Flotta britannica. Cole riuscì a persuadere la Royal Navy a organizzare una visita della nave da parte di alcuni membri della casa reale abissina. In realtà, i dignitari "abissini" erano cinque amici di Cole, tra cui la scrittrice Virginia Woolf, camuffati da principi africani, che si divertirono a schernire i militari britannici.

## La burla

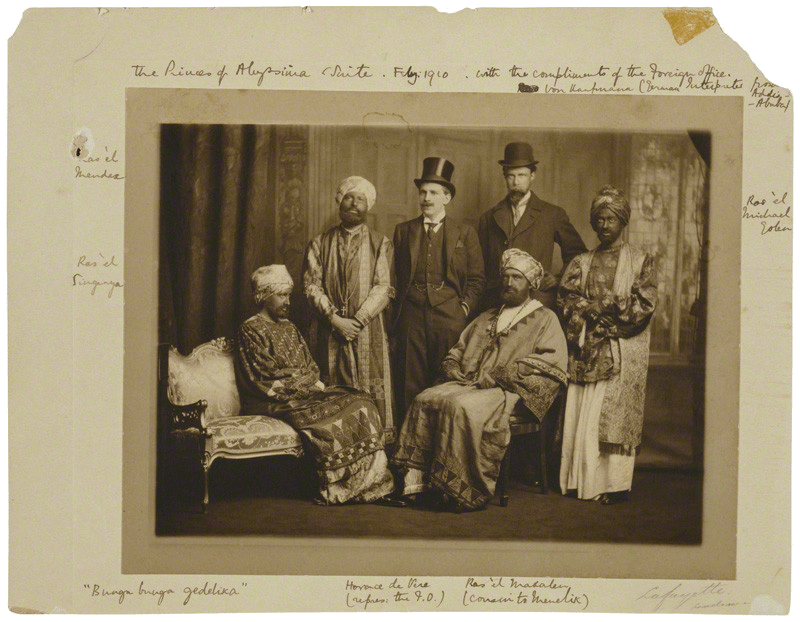
Altra immagine degli organizzatori dello scherzo

Horace de Vere Cole (la cui sorella Annie sarebbe divenuta la moglie di Neville Chamberlain) era noto per la particolare propensione a organizzare scherzi.
L'idea della burla gli fu suggerita da un ufficiale di marina di stanza sulla HMS Hawke, allo scopo di giocare un tiro mancino ai colleghi della HMS Dreadnought. Cole e cinque suoi amici (la scrittrice Virginia Woolf - a quel tempo ancora Virginia Stephen - suo fratello Adrian Stephen, il soldato e autore Anthony Buxton, il barrister Cecil Guy Ridley e il pittore Duncan Grant, membro come Virginia del Bloomsbury Group) avrebbero dovuto spacciarsi per l'imperatore di Abissinia e il suo entourage intenzionati a fare una visita di stato a bordo della nave. Cole avrebbe impersonato un giovane rappresentante del Foreign Office, Adrian Stephen un interprete, Buxton l'imperatore e gli altri tre i suoi accompagnatori.
Nel suo libro The ‘Dreadnought’ Hoax, pubblicato nel 1936 dalla Hogarth Press, la casa editrice fondata da Virginia e Leonard Woolf, nel quale descrive nei dettagli la burla, Adrian Stephen ricorda come 

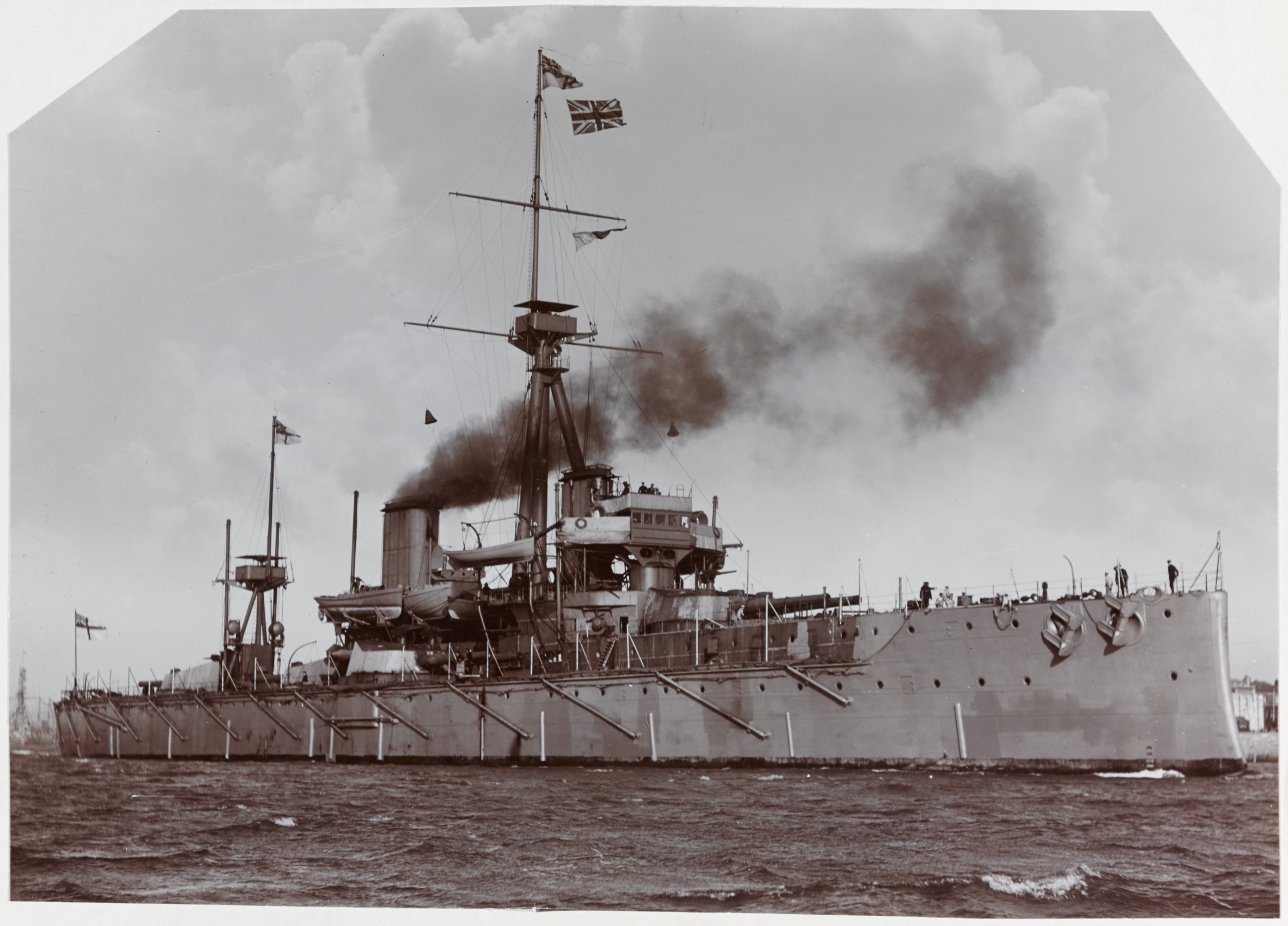
La corazzata britannica Dreadnought del 1906

Il 7 febbraio 1910 fu inviato alla HMS Dreadnought, che si trovava ormeggiata nel porto di Portland, un telegramma, fingendo che provenisse dal Foreign Office, che annunciava al comandante della nave, sir William May, la visita di un gruppo di dignitari abissini. Il gruppo arrivò con il treno a Weymouth, dove fu ricevuto con i dovuti onori da un ufficiale e condotto a bordo. Durante la visita il gruppo comunicava in un miscuglio improvvisato di greco e latino pronunciato in modo fantasioso e i falsi dignitari mostravano il loro apprezzamento con la frase "bunga bunga". Virginia si presentò come il principe Mendéx, corruzione del termine latino "mendax", che vuol dire mendace, bugiardo. A un certo punto furono anche invitati a pranzare a bordo ma, temendo che il loro travestimento sarebbe stato scoperto, rifiutarono con la scusa che la famiglia reale poteva consumare soltanto cibo preparato in una maniera particolare.
La visita continuò senza problemi per tutto il giorno e neanche il cugino di Adrian e Virginia, ufficiale a bordo della nave, si accorse dell'inganno. Durante il viaggio di ritorno (i camerieri del ristorante di bordo dovettero procurarsi in fretta e furia dei guanti bianchi per servire gli illustri ospiti), il gruppo decise di non rendere pubblico il loro scherzo, ma alcuni giorni dopo un resoconto dell'impresa, completo di una foto che ritraeva il gruppo in costume, apparve sui principali quotidiani, inviato da Cole.

## Le conseguenze
In breve tempo la storia divenne di dominio pubblico, tanto da essere discussa anche in Parlamento. Il Western Daily Mercury utilizzò il titolo "Bunga Bungle!", giocando con l'assonanza della parola "bunga" con "bungle", ossia "pasticcio", e l'espressione "bunga bunga" iniziò a essere usata come presa in giro nei confronti della marina.
Inizialmente la Royal Navy pensò di fare arrestare Cole e i suoi complici, ma lasciò perdere temendo che ciò avrebbe portato ancora maggiore pubblicità all'episodio. I partecipanti alla burla, con l'eccezione di Virginia, furoro quindi puniti in modo più simbolico nello stile solitamente utilizzato nei college britannici, ricevendo la visita di alcuni ufficiali di marina che li colpirono sulle natiche con un bastone.
L'evento fu ripreso alcuni anni più tardi quando l'HMS Dreadnought, il 18 marzo 1915, speronò e affondò il sommergibile tedesco SM-U29; uno dei telegrammi di congratulazioni per il successo dell'azione di guerra conteneva solamente il messaggio: "Bunga bunga".